# Kamenjak (Rab)
Kamenjak (někdy také Straža, 408 m n. m.) je hora v centrální části chorvatského ostrova Rab. Nachází se na území opčiny Rab v Přímořsko-gorskokotarské župě. Leží ve stejnojmenném hřebeni, který se v délce 22 km táhne podél severovýchodního pobřeží ostrova. Na vrcholu se nachází telekomunikační objekt. Kamenjak je nejvyšší horou na ostrově. Vrchol je dobrým rozhledovým bodem.
Na vrchol lze vystoupit po betonové silničce z osady Mundanije (asi 2 km).